# Gammelgårdssjön, Medelpad
Gammelgårdssjön är en sjö i Sundsvalls kommun i Medelpad och ingår i Ljungans huvudavrinningsområde. Sjön har en area på 0,357 kvadratkilometer och ligger 300 meter över havet. Sjön avvattnas av vattendraget Gammelgårdsbäcken.

## Delavrinningsområde
Gammelgårdssjön ingår i det delavrinningsområde (689809-155462) som SMHI kallar för Mynnar i Tälgslättån. Medelhöjden är 313 meter över havet och ytan är 18,49 kvadratkilometer. Det finns inga avrinningsområden uppströms utan avrinningsområdet är högsta punkten. Gammelgårdsbäcken som avvattnar avrinningsområdet har biflödesordning 3, vilket innebär att vattnet flödar genom totalt 3 vattendrag innan det når havet efter 56 kilometer. Avrinningsområdet består mestadels av skog (86 procent). Avrinningsområdet har 0,87 kvadratkilometer vattenytor vilket ger det en sjöprocent på 4,7 procent.